# ديفيد كلاين
ديفيد كلاين (بالهولندية: David Klein)‏ هو لاعب شطرنج هولندي، ولد في 20 ديسمبر 1993 في هارلم في هولندا.

## وصلات خارجية
- ديفيد كلاين على موقع الاتحاد الدولي للشطرنج (الإنجليزية)
- ديفيد كلاين على موقع مباريات الشطرنج (الإنجليزية)
- ديفيد كلاين على موقع 365Chess.com (الإنجليزية)
- ديفيد كلاين على موقع Chesstempo.com (الإنجليزية)